# Huevo del crepúsculo
El Huevo del crepúsculo o Huevo de la noche es un huevo de joyería fabricado por Peter Carl Fabergé en 1917, siendo así uno de los últimos huevos creados por la firma. No existe información sobre el cliente o el primer propietario del huevo. 

## Descripción
El huevo está hecho de oro, diamantes y piedra de luna, recubierto con un mosaico de teselas de lapislázuli azul oscuro y púrpura que representa el cielo del crepúsculo. En la superficie frontal, bajo el botón de diamantes que al presionarlo abre el huevo, hay una cancela dorada; al abrirse las hojas se puede ver debajo una pintura rectangular de los jardines del palacio Peterhof. El reverso del huevo está decorado con un águila bicéfala, el escudo de armas de la dinastía Romanov, también de oro, bajo la cual está grabada la fecha "1917".
El contenido o "sorpresa" del huevo permanece desaparecido y se desconoce hasta el día de hoy.[cita requerida]

## Historia
El huevo fue fabricado en San Petersburgo por la casa de joyería de Carl Faberge en 1917. No hay información sobre el propietario, pero es posible que haya sido fabricado para uno de los miembros de la familia del emperador ruso.
Desde 1923 fue propiedad de la señora Lin, de Harbin, China. En 1976, la colección del señor y la señora Lin se vendió en Christie's en Ginebra. El huevo fue adquirido entonces por el Sr. Attinger, de Zúrich, Suiza, actuando como agente de un comprador privado. Actualmente aún se conserva en dicha colección privada.